# Lucio Sergio Fidenate (tribuno consolare V secolo a.C.)
Lucio Sergio Fidenate (Roma, ... – ...; fl. V secolo a.C.) è stato un politico e militare romano del V secolo a.C..

## Primo consolato
Fu eletto al primo consolato nel 437 a.C., insieme a Marco Geganio Macerino, al suo terzo consolato.
Sotto il suo consolato ebbe inizio lo scontro con Fidene, alleatasi con Veio, dove regnava Lars Tolumnio, e i Falisci.
Guidò l'esercito romano contro l'esercito veiente, guidato da Tolumnio, in uno scontro campale lungo le sponde dell'Aniene; i romani ebbero la meglio, ma lo scontro fu così violento, e causò così tante perdite anche tra i romani, che si decise per la nomina di un dittatore per condurre la campagna.
Mamerco Emilio Mamercino, eletto dittatore, guidò i romani alla vittoria contro i tre popoli nemici, ottenendo per questo il trionfo.

## Primo tribunato consolare
Fu eletto tribuno consolare  nel 433 a.C. con Marco Fabio Vibulano, e Marco Folio Flaccinatore, tutti e tre patrizi.
Durante la sua magistratura Roma soffrì prima la pestilenza e poi la carestia, visto che il contagio era arrivato anche nelle campagne, cui si cercò di porre rimedio importando grano dalle zone vicine e dalla Sicilia.

## Secondo consolato
Nel 429 a.C. fu eletto al suo secondo consolato con Osto Lucrezio Tricipitino.
(Tito Livio, Ab Urbe condita, IV, 2, 25)

## Secondo tribunato consolare
Nel 424 a.C. fu eletto per la seconda volta Tribuno consolare con Appio Claudio Crasso, Spurio Nauzio Rutilo e Sesto Giulio Iullo.
Durante l'anno furono istituiti grandi giochi per festeggiare la vittoria su Veio e Fidene di due anni prima. Successivamente, per evitare che anche per l'anno successivo fossero eletti i Tribuni consolari, con uno stratagemma i senatori riuscirono ad eleggere i consoli per l'anno successivo.

## Terzo tribunato consolare
Nel 418 a.C. fu eletto per la terza volta Tribuno consolare con Gaio Servilio Axilla e Marco Papirio Mugillano.
Si decise di dichiarare guerra ai Labicani, dopo che i Tuscolani riferirono ai Senatori che questi si erano accampati armati sul monte Algido con qualche rinforzo degli Equi.
Subito sorsero contrasti tra i tribuni su come si dovesse condurre la campagna militare, e solo l'intervento di Quinto Servilio Prisco Fidenate, nominato dittatore nel 435 a.C. per condurre la campagna contro Veio e Fidene, riuscì a definire la questione degli incarichi.
figlio governerà la città senza che si debba ricorrere all'estrazione a sorte. Spero soltanto che chi aspira al comando in guerra sappia usare maggiore ragionevolezza e concordia nel reggerlo che nel desiderarlo.»
(Tito Livio, Ab Urbe condita, IV, 4, 45)
Così mentre Gaio Servilio, figlio di Quinto, presidiava la città, Sergio e Papirio condussero le legioni fino davanti all'accampamento nemico, ma non per questo cessarono i contrasti tra i due tribuni, che alla fine si accordarono per comandare l'esercito a giorni alterni.
E fu proprio quando il comando era esercitato da Sergio, che i romani furono sorpresi in una posizione svantaggiosa dagli Equi, che ebbero gioco facile ad ucciderne molti ed a mandare in fuga i superstiti.
Giunta in città la notizia della disfatta, si decise di nominare Quinto Servilio dittatore. perché la campagna fosse condotta senza altre perdite per i romani. E infatti, rinfrancati dalla guida del dittatore, i romani prima sconfissero gli Equi sul campo, poi espugnarono Labico, che fu data alle fiamme e saccheggiata.
Infine, a seguito di questa vittoria, il Senato decise di inviare a Labico 1.500 coloni, a ciascuno dei quali furono assegnati 2.000 iugeri di terra.